# Milan-San Remo 2007
La 98e édition de la course cycliste Milan-San Remo a eu lieu le 24 mars 2007 sur une distance de 294 km. La course est la troisième épreuve de l'UCI ProTour 2007. Cette édition du centenaire a été remportée par l'Espagnol Óscar Freire.

## Classement final
|    | Cycliste            | Pays           | Équipe                       | Temps           | Points ProTour |
| -- | ------------------- | -------------- | ---------------------------- | --------------- | -------------- |
| 1  | Óscar Freire        | Espagne        | Rabobank                     | 6 h 43 min 50 s | 50             |
| 2  | Allan Davis         | Australie      | Discovery Channel            | m.t.            | 40             |
| 3  | Tom Boonen          | Belgique       | Quick Step-Innergetic        | m.t.            | 35             |
| 4  | Robbie McEwen       | Australie      | Predictor-Lotto              | m.t.            | 30             |
| 5  | Stuart O'Grady      | Australie      | CSC                          | m.t.            | 25             |
| 6  | Erik Zabel          | Allemagne      | Milram                       | m.t.            | 20             |
| 7  | Gabriele Balducci   | Italie         | Acqua & Sapone-Caffè Mokambo | m.t.            | -              |
| 8  | Alessandro Petacchi | Italie         | Milram                       | m.t.            | 10             |
| 9  | Vicente Reynés      | Espagne        | Caisse d'Épargne             | m.t.            | 5              |
| 10 | Robert Hunter       | Afrique du Sud | Barloworld                   | m.t.            | -              |